# Medyn'
Medyn' (in russo Медынь?) è una cittadina della Russia europea, nell'Oblast' di Kaluga, situata a circa 62 km da Kaluga sulle rive del fiume Medynka.
Ricordata in un documento del 1386, ottenne lo status di città nel 1776 ed è capoluogo del rajon Medynskij.